# Stade Narendra Modi
Le stade Narendra Modi, anciennement stade Sardar Patel (en gujarati : સરદાર પટેલ સ્ટેડિયમ, et en hindi : सरदार पटेल स्टेडियम), communément appelé Motera Stadium, est un stade de cricket à Ahmedabad, en Inde. En 2020, c'est le plus grand stade de cricket du monde et le deuxième plus grand stade du monde, avec une capacité de 110 000 spectateurs. Depuis 2021 sa capacité a atteint les 132 000 spectateurs et il est devenu le plus grand stade du monde. C'est un lieu régulier pour les matchs test, ODI et T20I.

## Histoire
Le stade a été construit en 1983 et a subi sa première rénovation avant le trophée ICC Champions en 2006. Il est devenu le lieu habituel des matchs internationaux dans la ville. En 2015, le stade a été fermé et démoli, et une reconstruction complète a été effectuée d'ici 2020, avec un coût estimé à 110 millions de dollars, portant la capacité à 110 000 places. Le stade a accueilli l'ouverture de la réunion « Namaste Trump » du président américain Donald Trump et du Premier ministre Narendra Modi le 24 février 2020. 
Depuis 2021 le stade a été renommé le stade Narendra Modi, ce qui a soulevé des critiques de la part des opposants politiques du premier ministre indien. Sa capacité officielle a également été portée à 132 000 spectateurs. 
Outre le cricket, le stade a accueilli un certain nombre de programmes organisés par le gouvernement du Gujarat. Le terrain a également accueilli des matchs lors des Coupes du monde de 1987, 1996 et 2011. Le stade avait l'habitude de favoriser les quilleurs, mais a récemment accueilli des matchs de compétition. En 2020, le stade a accueilli 12 test match, 23 matchs ODI et 1 match T20I.